# Leersia (rêu)
Leersia là một chi rêu trong họ Encalyptaceae.

## Các loài
- Leersia longicollis
- Leersia mutica
- Leersia procera
- Leersia rhabdocarpa
- Leersia sayanuka
- Leersia selwynii
- Leersia spathulata
- Leersia streptocarpa